# Bassin houiller de Moatize
Le bassin houiller de Moatize, situé à proximité de la ville de Moatize dans la province de Tete, au nord-ouest du Mozambique, est un important site d'extraction à ciel ouvert de coke. 
Découvert au milieu du XIXe siècle, il a fait l'objet d'une exploitation souterraine à partir des années 1920. L'extraction a longtemps été limitée en l'absence de débouchés accessibles résultant de l'absence de moyens de transports pour le minerai puis de la guerre civile qui a touché le Mozambique (1977-1992).
En 2011, l'entreprise brésilienne Vale a ouvert une mine à ciel ouvert à Moatize et financé une extension du chemin de fer de Nacala permettant l'export du charbon via le port de Nacala. En décembre 2021 elle revend la mine à Vulcan Minerals, une filiale du groupe indien Jindal Steel & Power qui l'exploite désormais.

## Histoire

### Période coloniale
L'existence de riches dépôts de charbon dans le secteur de Moatize est connue depuis le milieu du XIXe siècle. Thomas Baines, dans un tableau exécuté dans les années 1850 fait figurer un affleurement carbonifère à Moatize. En 1859 paraît dans la publication britannique Quarterly Journal of the Geological Society une brève description du gisement alors considérée comme la plus vaste réserve inexploitée de chabon au monde.
En 1920, la Société minière et géologique du Zambèze, dite « Minière zambézienne », une société belge, réalise une premier étude géologique du bassin de Moatize. Dans les années 1920, la production annuelle n'est que de 20 000 tonnes par faute de débouchés. Le charbon est destiné à de petites lignes ferroviaires locales, des usines de cotons et des sucreries du bas Zambèze. 
Puis, en 1948, la Companhia Carbonífera de Moçambique, détenue à 10% par le gouvernement portugais et à 90% par la Minière Zambézienne reprend ses travaux exploratoires et commence à exploiter le charbon. La construction du chemin de fer Dona Ana—Moatize, mis en service en 1949, permet l'export du charbon du bassin via le port de Beira sur l'océan Indien. 

### Indépendance et fin duXXesiècle
À l'indépendance du mozambique, en 1975, quatre mines sont en fonctionnement dans le bassin, elles emploient 1 750 mineurs et permettent annuellement l'extraction de 600 000 tonnes de charbon. Cependant le travail des mineurs est émaillé de graves accidents. Un incendie dans une galerie tue 22 mineurs en mars 1956. En septembre 1976, une puissante explosion audible à 18 km à la ronde tue 100 mineurs.
En mai 1978, l'État mozambicain, dans le cadre de la mise en place d'une économie socialiste, décide de nationaliser la société minière qui exploite les gisements. L'Empresa nacional de carvão de Moçambique (CARBOMOC) poursuit l'exploitation du bassin houiller.
La coopération avec l'Allemagne de l'Est permettent de développer la production. Le Mozambique exporte 188 500 tonnes vers l'Allemagne de l'Est en 1981. Des accords bilatéraux sont signés pour la formation des mineurs de Moatize, la gestion des mines et l'amélioration des mesures de sécurité. Ces accord s'inscrivent dans le cadre de la politique africaine d'Erich Honecker, le président de la RDA qui, dans le cadre de sa tournée africaine signe plusieurs accords avec le gouvernement mozambicain lorsqu'il visite le pays du 22 au 24 février 1979.
Cependant, la guerre civile mozambicaine (1977-1992) provoque un quasi arrêt de la production. Les exportations de charbon passent d'une valeur de 9,7 millions de US$ en 1981 à 0,5 en 1983, principalement en raison des attaques du groupe armé RENAMO sur les infrastructures ferroviaires. En 1992, le ministère mozambicain des Ressources minérales déclare que les deux seules mines de Moatize encore ouvertes fonctionnent à perte puis l'année suivante elles sont inondées et il n'y a plus de pompes fonctionnelles pour les remettre en fonctionnement.

### XXIesiècle
En 2004, un consortium mené par la multinationale minière brésilienne Vale obtient pour 123 millions de US$ les droits d'exploration et d'exploitation des charbons de Moatize. Ces investissements permettent à Vale d'ouvrir une mine de charbon à ciel ouvert en 2011. Celle-ci produit en 2021 11,3 Mt (millions de tonnes) de charbon par an. Vale estimait en 2009 ses réserves de charbon à 954 Mt. 
Le couloir logistique de Nacala, inauguré en 2017, comprend une ligne de chemin de fer de 912 km reliant la mine de Moatize au port de Nacala. Cette voie ferroviaire, qui traverse le Malawi, constitue désormais la voie privilégiée pour l'export du charbon, l'ancienne ligne Dona Ana—Moatize, menant au port de Beira, qui a des capacités moindres, ne jouant plus qu'un rôle secondaire. 
En décembre 2021, Vale annonce avoir conclu un accord pour la vente à Vulcan Minerals (filiale du groupe indien Jindal Steel & Power) de ses actifs détenus à Moatize et dans le couloir logistique de Nacala pour une valeur de 270 M$. 